# Kurt Blaschtowitschka
Kurt Blaschtowitschka (4. srpna 1906 Teplice-Šanov – 14. září 1945 Praha) byl česko-německý právník. V době Protektorátu Čechy a Morava byl státním zástupcem německého zvláštního soudu v Praze, v roce 1945 byl popraven jako válečný zločinec.

## Život

### Rodinný původ, jeho otec Anton
Kurt Blaschtowitschka byl synem vysokého státního úředníka československého státu JUDr. Antona Blaschtowitschky (1874–1945), který v roce 1938 odešel do penze z funkce vrchního soudního rady u Vrchního zemského soudu v Praze, ale po nastolení protektorátu (15. března 1939) se v polovině dubna 1939 nechal dobrovolně reaktivovat, aby mohl vstoupit do říšských služeb. Dne 1. února 1940 jej jmenovali senátním prezidentem Vrchního zemského soudu v Litoměřicích, ale služebně jej ponechali u Vrchního zemského soudu v Praze. Anton Blaschtowitschka sloužil Velkoněmecké Říši až do konce druhé světové války.

### Studia a začátky u soudů
Kurt Blaschtowitschka absolvoval obecnou školu a Německé státní reálné gymnasium v Praze, kde složil v roce 1924 maturitní zkoušku. Na Filosofickou fakultu Německé univerzity v Praze se ke studiu zapsal na podzim roku 1924. Právnickou fakultu na této vysoké škole studoval v letech 1928 až 1933, v roce 1933 studia úspěšně dokončil a získal titul JUDr. Souběžně se studiem práva studoval na Německé hudební akademii (v letech 1922 až 1927) hru na klavír. Ze zdravotních důvodů nemusel absolvovat základní vojenskou službu. V listopadu 1933 nastoupil přípravnou soudcovskou službu u Krajského soudu civilního v Praze a složil přísahu věrnosti ČSR. Následovaly pracovní stáže u různých soudů. Po absolvování kursu soudcovských čekatelů byl dne 1. května 1937 jmenován soudcem Krajského soudu obchodního v Praze. O rok později (v roce 1938) pak již pracoval jako soudce u pražského Krajského trestního soudu.

### Soudcovské působení v letech 1938 až 1945
Přihlášku do Sudetoněmecké strany (SdP) podal v září 1938, ale do rozpuštění strany nebyla kladně vyřízena. Po Mnichovské dohodě (30. září 1938) požádal o přeložení ke Krajskému soudu do České Lípy (po 30. září 1938 součást říšské župy Sudety), kam byl přeložen 5. října 1938 a kam nastoupil již 8. října 1938. Koncem října 1938 přešel do říšskoněmeckých služeb a byl přidělen k Amtsgerichtu (místnímu soudu) ve Varnsdorfu. Přihlášku do NSDAP si podal v únoru 1939, ale po skončení druhé světové války tvrdil, že zůstal jen čekatelem na členství, kterého ve straně nedosáhl. Jako sekretář u Říšského soudu v Lipsku pracoval do května 1939. V květnu 1939 jej Adolf Hitler jmenoval Amtsgerichtsratem (soudcem okresního soudu). Poté byl přeložen do Prahy k Landsgerichtu (Zemskému soudu). Půlroční stáž u státního zastupitelství v Halle nad Sálou zahájil v říjnu 1939. Jako státní zástupce u Landsgerichtu (Zemského soudu) a později i u Sondergerichtu (Zvláštního zemského soudu) v Praze působil od března 1940 do prosince 1944. Adolf Hitler jemu a jeho otci Antonu Blaschtowitschkovi v květnu 1940 za jejich uvědomělý postoj udělil Sudetskou osvobozovací medaili.
Při poválečném soudním přelíčení přiznal, že navrhoval trest smrti asi v 600 případech a v nejméně 120 případech se pak právně domohl jeho skutečného vynesení. Také byl přítomen popravám odsouzených Čechů, které se konaly do roku 1943 v Drážďanech a pak i v Praze, kam byla v roce 1943 sekyra (gilotina) instalována. (Provoz pankrácké sekyrárny byl zahájen dne 5. dubna 1943.) Kromě rozsudků smrti nad kriminálními osobami vynášel tyto nejvyšší tresty také nad politickými odpůrci Třetí Říše. Po skončení druhé světové války se ve dnech 13. září až 14. září 1945 konal u Mimořádného lidového soudu v Praze proces s Kurtem Blaschtowitschkou, kde byl tento uznán (jako válečný zločinec) vinným za spoluzodpovědnost v případě sto dvaceti rozsudků smrti. Dne 14. září 1945 byl popraven v Praze na Pankráci oběšením. Tato exekuce (jako první vůbec) se nekonala na veřejně přístupném prostranství před věznicí, ale na vězeňském dvoře. Část diváků, kteří se nedostali na dvůr věznice, během popravy zaútočila na budovu ředitelství Pankrácké věznice. Tito útočníci museli být rozehnáni vězeňskou stráží a příslušníky Sboru národní bezpečnosti.

### Soukromý život a konec druhé světové války
Se svojí budoucí manželkou Marií Tomšů (1920–1993), původem z Vizovic, navázal Kurt známost v roce 1942, kdy v Praze (mezi léty 1941 až 1943) pracovala u České uhelné společnosti (krycí firma německé bezpečnostní služby Sicherheitsdienst). Marie byla Češka, ale 22. února 1943 přijala říšskoněmecké státní občanství a 11. října 1944 se stala manželkou Kurta Blaschtowitschky. Prostřednictvím své ženy se Kurt seznámil s vizovickým farářem Antonínem Vysloužilem, kterému měl na konci války předat informace o udavačské činnosti ve Zlíně.
S nachylujícím se koncem druhé světové války se snažil Kurt Blaschtowitschka zajistit si na poslední chvíli alibi a pověst právníka, který pomáhal souzeným Čechům. Kurt se ale dopustil drobné chyby a to v případu Ladislava Vlčnovského, který byl (jako bývalý nadporučík 28. pěšího pluku čs. armády) odsouzen německým Sondergerichtem (Zvláštním soudem) k trestu smrti za nelegální držení zbraně. Kurt prozradil Vlčnovského rodině termín popravy a rodina se pokusila exekuci zabránit podáním žádosti o obnovu procesu. Zdroj informace (tedy Kurta Blaschtowitschku) pak nechtěně prozradila Kurtovo nadřízenému česká advokátka odsouzeného Ladislava Vlčnovského. Kurt byl v lednu 1945 přeložen jako státní zástupce do Drážďan. Dne 21. března 1945 si Kurt podal žádost o penzionování, ale ta již nestačila být vyřízena.
Dne 5. května 1945 se manželé Blaschtowitschkovi pokusili uprchnout z Prahy na Západ. Odešli ze svého bytu v Sudoměřické ulici 1921/5 na pražské Flóře, ale ještě téhož dne (5. května 1945) byli v Dolních Mokropsech zadrženi povstalci.

## Poválečné osudy Marie Blaschtowitschkové

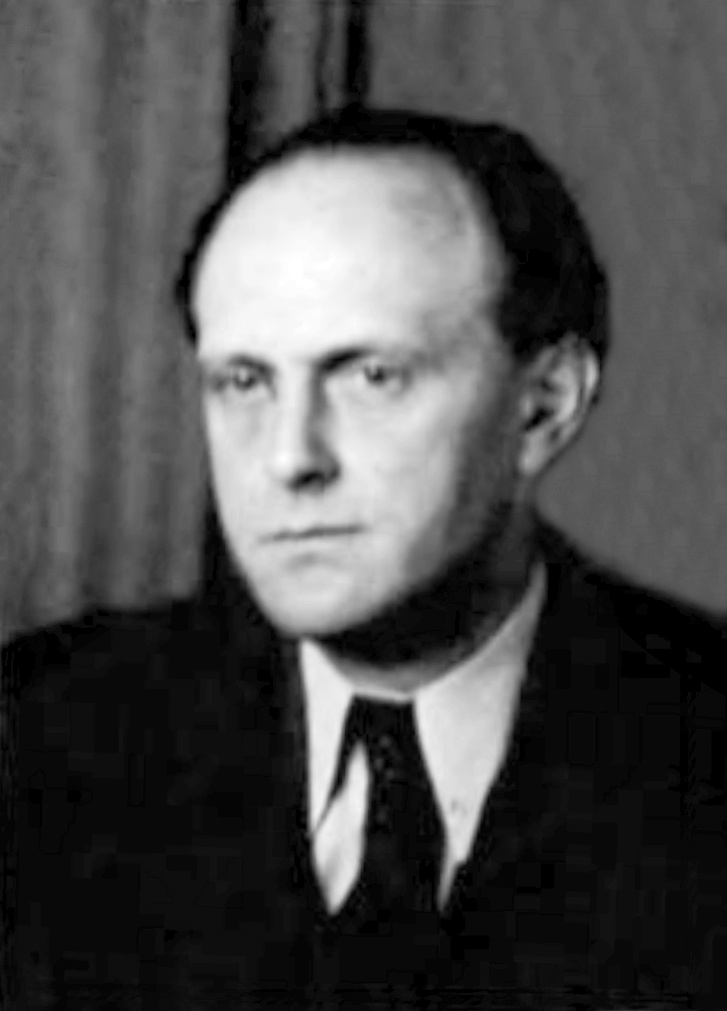
Vladimír Pekelský (1920–1975), rok 1950

Marie Blaschtowitschková (rozená Tomšů) byla v květnu 1946 propuštěna z vazby a protože měla německé říšské občanství, byla předána do internačního tábora pro Němce v Modřanech u Prahy. Do transportu pro odsun Němců byla zařazena 23. června 1946 a následně odsunuta do Immelstettenu v americké okupační zóně v Německu. Pod krycím jménem „Marina“ pracovala v západním Německu zhruba mezi léty 1946 až 1969 jako agentka československé vojenské rozvědky a státní bezpečnosti. Dne 5. září 1951 se Marie Blaschtowitschková provdala za československého novináře a aktivistu Vladimíra Pekelského (1920–1975) a po svatbě se jmenovala Marie Pekelská. Na jaře 1953 spoluorganizovala (se sovětskou tajnou službou KGB a čs. orgány rozvědky) v sovětské okupační zóně ve Vídni únos svého manžela. Jejím přičiněním se Vladimír pod nátlakem stal také agentem (krycí jméno „Tonda“) ve službách čs. rozvědky. Oba agenti („Marina“ a „Tonda“) pak byli v letech 1962 až 1966 zaměstnáni v redakci rozhlasové stanice Deutsche Welle v Kolíně nad Rýnem a dodávali čs. zpravodajcům informace z prostředí čs. exulantů v západním Německu. (Informace sice dodávali pravidelně, ale jejich malá zpravodajská výtěžnost dávala tušit, že oba manželé Pekelští byli dvojitými agenty a že současně pracovali i pro západní rozvědku, s níž svá hlášení nejspíše konzultovali.) Jako čs. agenti byli demaskováni v září 1968, formálně s nimi čs. rozvědka ukončila spolupráci v lednu 1972. Marie Pekelská se do Československa nevrátila, po smrti manžela v roce 1975 postupně propadala alkoholismu, upila se k smrti 2. února 1993 v Německu.

Marie Tomšová–Blaschtowitschková–Pekelská v průběhu času
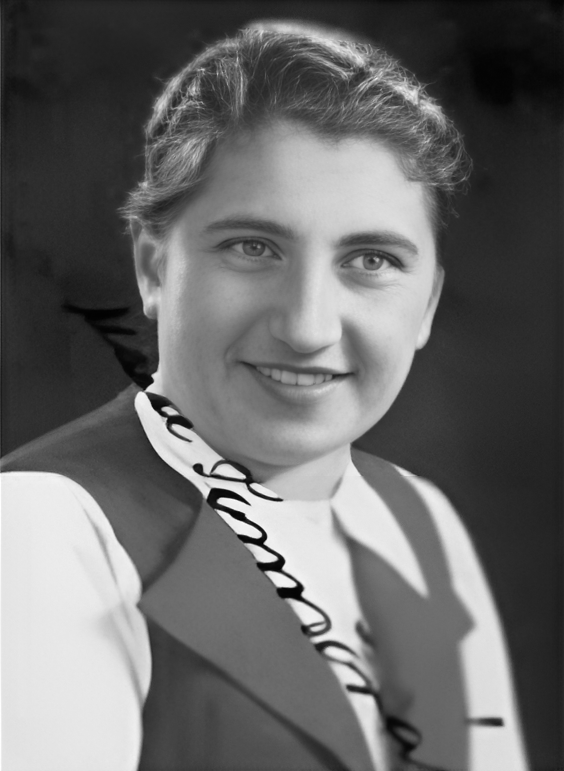
1938
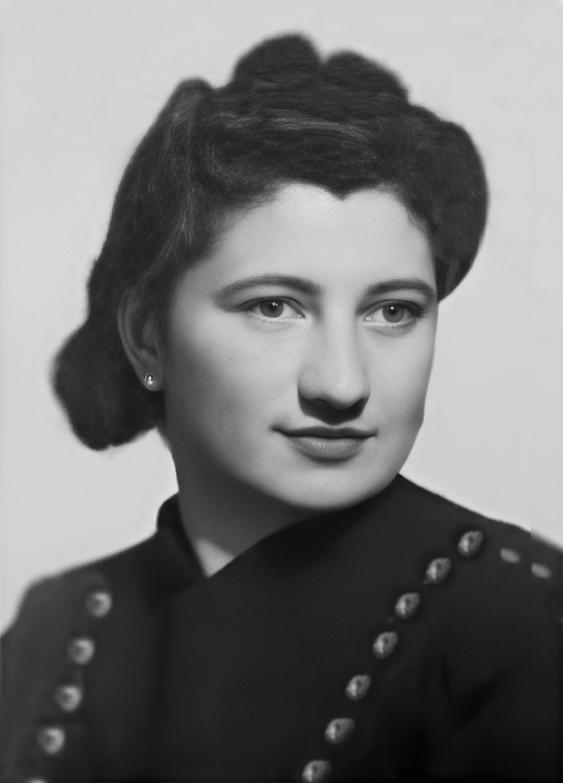
1945
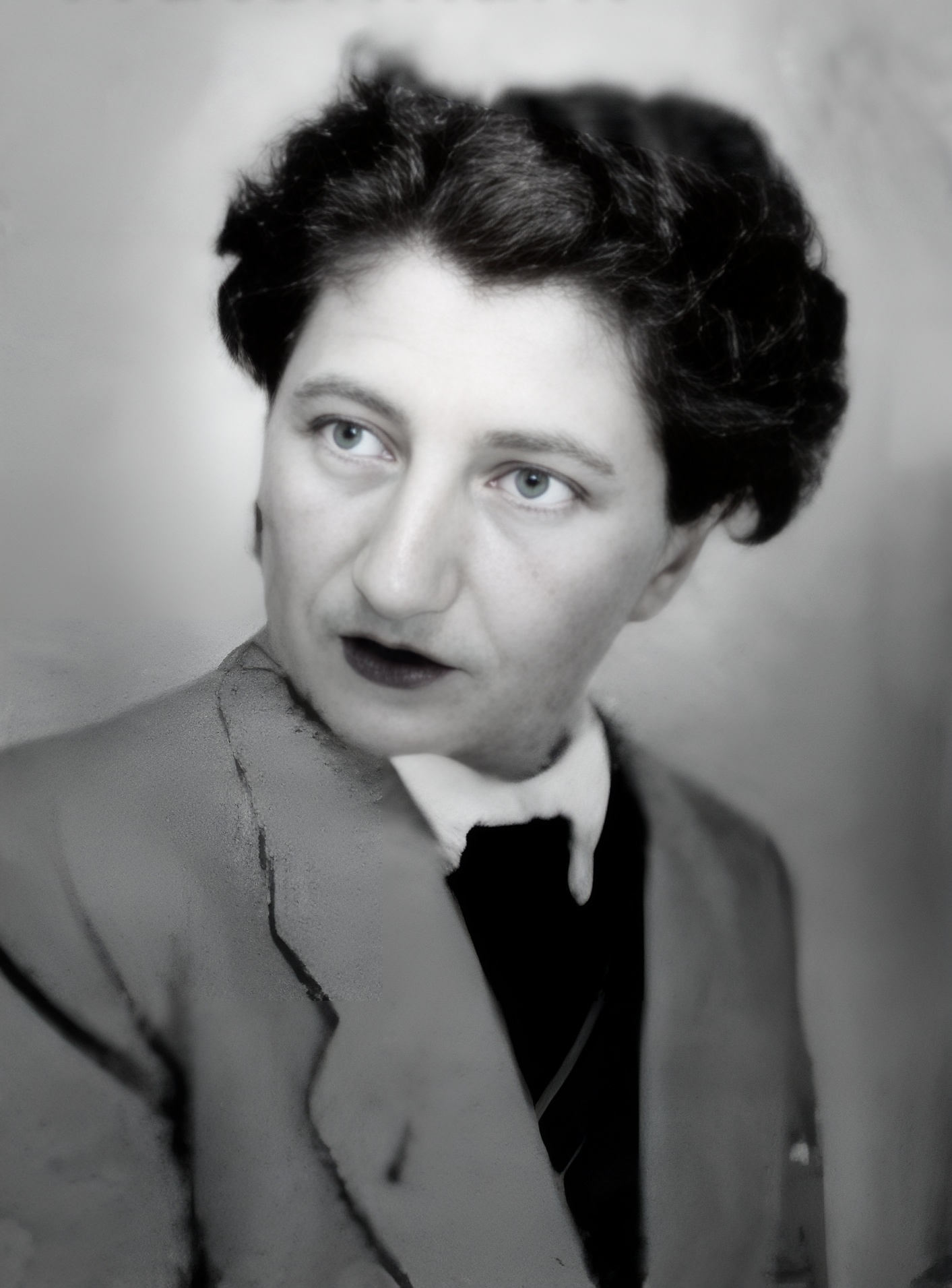
1950

## Kontroverzní hodnocení
Zatímco po roce 1945 byl Kurt Blaschtowitschka jednoznačně hodnocen jako válečný zločinec, na přelomu 20. a 21. století se vyskytly pokusy hodnotit jeho život a zejména život jeho manželky příznivěji. V publikaci Hyeny uvedl autor Jaroslav Pospíšil, že Kurt Blaschtowitschka, pod vlivem své manželky, pomáhal během okupace Čechům, mezi jiným v roce 1944 sdělil faráři Antonínu Vysloužilovi informace o udavačských aktivitách Ivana Holého, který působil ve Zlíně. Obdobné informace poskytl v publikaci Hyeny v akci.
V roce 2005 vznikl v České televizi Ostrava dokumentární pořad Vizovická Mata Hari na námět Jaroslava Pospíšila, který se věnuje osobním osudům manželů Blaschtowitschkových, zejména Marie Pekelské–Blaschtowitschkové–Tomšů. Dokument uvádí fakta o životě manželů Blaschtowitschkových, jejich jednání se snaží nahlížet i z pozitivnější stránky.
Názory obhajující Kurta Blaschtowitschku v publikaci Hyeny kritizoval časopis Národní osvobození článkem svého šéfredaktora. Podrobnou analýzu televizního dokumentu Vizovická Mata Hari zveřejnil Úřad dokumentace a vyšetřování zločinů komunismu ve sborníku Securitas imperii (ročník 2006, číslo 14, strany 440 až 454). V článku rozebral nevěrohodnost řady pozitivních informací o obou manželích Blaschtowitschkových.